# Pampered Menial
Pampered Menial ist das Debütalbum der US-amerikanischen Progressive-Rock-Band Pavlov’s Dog. Es erschien im Jahr 1975 bei ABC Records und Columbia Records.

## Entstehung und Veröffentlichung
Nachdem 1973 erste Aufnahmen gemacht, diese jedoch nicht veröffentlicht wurden, wurde ein Teil des Materials später für Pampered Menial weiter verwendet. Schon kurz nach der Veröffentlichung wechselte die Band von ABC Records zu Columbia Records, so dass das Album gleichzeitig von zwei Plattenfirmen aufgelegt wurde. Bald nach Pampered Menial begann mit dem Ausstieg Hamiltons und Carvers die Originalbesetzung auseinanderzufallen.

## Titelliste und Stil
1. Julia – 3:10
2. Late November – 3:12
3. Song Dance – 4:59
4. Fast Gun – 3:04
5. Natchez Trace – 3:42
6. Theme from Subway Sue – 4:25
7. Episode – 4:04
8. Preludin – 1:39
9. Of Once and Future Kings – 5:27

Pavlov’s Dogs Debütalbum wird meist dem Progressive Rock zugeordnet. Das Album ist songorientiert, die Kompositionen melodisch und atmosphärisch. Die Arrangements sind abwechslungs- und ideenreich mit symphonischen und folkigen Einflüssen. David Surkamps Gesang ist ungewöhnlich hoch.

## Rezeption
David Surkamps hoher Gesang bot oft Anlass für Kritik, beispielsweise dass er zu schrill sei oder wie eine Frau klinge. Dagegen werden die abwechslungsreichen und atmosphärischen Kompositionen des Albums gelobt. Franco Cappelletti von den Babyblauen Seiten hält Pampered Menial für „einzigartig“; es verliere „nach unzähligen Hördurchgängen nichts von seiner Faszination“. Das eclipsed-Magazin nahm das Album in seine Liste der 150 wichtigsten Prog-Alben auf.